# Filip Glavaš
Filip Glavaš (Rijeka, 6. svibnja 1997.) - hrvatski rukometaš

## Klupska karijera
Visok je 1,83 m, igra kao desni bočni. Prvo je igrao u rodnom gradu za MRK Kozalu Rijeka te za RK Zamet Rijeka s kojim je debitirao u Prvoj hrvatskoj ligi.
Također je igrao u Hrvatskoj za RK Varaždin, RK Umag i RK Poreč. U Sloveniji je dvije sezone igrao za RK Trimo Trebnje. Od 2023. godine igra za prvaka Hrvatske RK Zagreb.

## Reprezentacija
Filip Glavaš je s hrvatskom reprezentacijom osvojio 8. mjesto na Europskom prvenstvu 2022., postigavši četiri pogotka u tri utakmice. Na Svjetskom prvenstvu 2023. reprezentacija je zauzela 9. mjesto. Tada je bio najbolji hrvatski strijelac s 36 golova. Bio je član hrvatske reprezentacije koja je osvojila srebro na Svjetskom prvenstvu u Hrvatskoj, Danskoj i Norveškoj 2025.